# باشگاه ورزشی لیماسول
باشگاه ورزشی لیماسول (یونانی: Αθλητική Ένωση Λεμεσού) یک باشگاه در لیماسول، قبرس است.
این باشگاه که در سال ۱۹۳۰ تأسیس شده دارای تیم‌های ورزشی فوتبال، بسکتبال، فوتسال، والیبال و بولینگ است اما بیشتر به دلیل تیم فوتبال آن شناخته می‌شود.

## افتخارات
- لیگ دسته اول فوتبال قبرس

قهرمان (۶): ۱۹۴۰–۴۱، ۱۹۵۲–۵۳، ۱۹۵۴–۵۵، ۱۹۵۵–۵۶، ۱۹۶۷–۶۸، ۲۰۱۱–۱۲
نایب قهرمان (۲): ۱۹۴۷–۴۸، ۲۰۱۳–۱۴
- لیگ دسته دوم فوتبال قبرس

قهرمانی (۱): ۱۹۹۶–۹۷
- جام حذفی فوتبال قبرس

قهرمان (۶): ۱۹۳۸–۳۹، ۱۹۳۹–۴۰، ۱۹۴۷–۴۸، ۱۹۸۴–۸۵، ۱۹۸۶–۸۷، ۱۹۸۸–۸۹
نایب قهرمان (۱۱): ۱۹۳۷–۳۸، ۱۹۴۰–۴۱، ۱۹۵۸–۵۹، ۱۹۷۸–۷۹، ۱۹۸۷–۸۸، ۲۰۰۲–۰۳، ۲۰۰۳–۰۴، ۲۰۰۸–۰۹، ۲۰۱۱–۱۲، ۲۰۱۲–۱۳، ۲۰۱۴–۱۵
- سوپر جام فوتبال قبرس

قهرمان (۴): ۱۹۵۳، ۱۹۶۸، ۱۹۸۵، ۲۰۱۵